# 851 Zeissia
851 Zeissia eller 1916 S26 är en asteroid i huvudbältet, som upptäcktes 2 april 1916 av den sovjetiske astronomen Sergej Beljavskij vid Simeiz-observatoriet på Krim. Den har fått sitt namn efter den tyske optikern Carl Zeiss.
Asteroiden har en diameter på ungefär 12 kilometer och den tillhör asteroidgruppen Flora.